# The Simpsons (franquia)
The Simpsons é uma franquia de comédia de animação norte-americana, cuja família homônima é composta por Homer, Marge, Bart, Lisa e Maggie. Os Simpsons foram criados pelo cartunista Matt Groening para uma série de curtas de animação que estrearam no The Tracey Ullman Show, da Fox, em 19 de abril de 1987. Após três temporadas, o esquete foi evoluído para The Simpsons, um programa de meia hora no horário nobre que foi um sucesso imediato para a Fox, tornando-se a primeira série da rede a chegar ao top trinta de audiência em uma temporada (1989–1990). A popularidade de The Simpsons a tornou uma franquia bilionária de merchandising e mídia. Além da série de televisão, os personagens da série foram apresentados em diversas mídias, incluindo livros, histórias em quadrinhos, uma revista, lançamentos musicais e jogos eletrônicos.
O longa-metragem The Simpsons Movie foi lançado em 2007 e foi o oitavo filme de maior bilheteria daquele ano. Uma variedade de produtos, incluindo camisetas, DVDs, jogos de tabuleiro e bonecos de ação, foi lançada. Os produtos de The Simpsons venderam bem, gerando US$2 bilhões em receita nos primeiros 14 meses de vendas. Em 2003, cerca de 500 empresas em todo o mundo foram licenciadas para usar os personagens de The Simpsons em suas propagandas. Em 2008, US$750 milhões em produtos de The Simpsons foram comprados em todo o mundo. Peter Byrne, vice-presidente executivo de licenciamento e merchandising da Fox, chamou The Simpsons de "sem dúvida, a maior entidade de licenciamento que a Fox já teve, ponto final, eu diria, tanto na TV quanto no cinema".
Em 2002, a propriedade foi avaliada entre US$5 bilhões e US$6 bilhões, de acordo com a Fox.

## Antecedentes e contexto

### Curtas
Os curtas foram criados pelo cartunista Matt Groening no saguão do escritório de James L. Brooks. Ele havia sido chamado para lançar uma série de curtas animados, e tinha a intenção de apresentar como a sua vida na série. Quando ele percebeu que anima "Life in Hell" exigiria que ele desista direitos de publicação de trabalho de sua vida, Groening decidiu ir em outra direção. Ele apressadamente esboçou sua versão de uma família disfuncional, e nomeou os personagens depois de sua própria família. Bart foi modelado após o irmão mais velho Groening, Mark, mas recebe um nome diferente, que foi escolhido como um anagrama de "brat". As histórias escritas e o storyboard foram realizadas por Matt Groening. A família estava mal desenhada, como queria fornecer alguns esboços simples para os animadores, admitindo que seria fixo, mas eles simplesmente seguiram o modelo. A animação foi produzida domesticamente por Klasky Csupo, com Wesley Archer, David Silverman, e Bill Kopp sendo animadores para a primeira temporada. Depois da primeira temporada, foi animada por Archer e Silverman. Georgie Peluse foi o colorista e a pessoa que decidiu fazer os personagens amarelos.
Os atores que expressaram os personagens, depois reprisaram seu papel em The Simpsons. Dan Castellaneta realizou as vozes de Homer Simpson, Abraham Simpson e de Krusty. A voz de Homer, ficou em sons diferentes nas curtas em comparação com a maioria dos episódios do show de meia hora. Nas curtas, sua voz é uma impressão solta de Walter Matthau, que é mais robusto e bem-humorado sobre o show de meia hora, permitindo Homer cobrir uma gama mais completa de emoções. Castellaneta tinha sido parte do elenco regular de The Tracey Ullman Show e tinha feito alguma voz sobre o trabalho em Chicago ao lado de sua esposa Deb Lacusta. As vozes eram necessárias para as curtas, então os produtores decidiram pedir Castellaneta, assim como Julie Kavner a voz de Homer e Marge, ao invés de contratar mais atores.Nancy Cartwright e Yeardley Smith realizaram as vozes de Bart e Lisa, respectivamente. As gravações das curtas foram muitas vezes primitivas;. De acordo com Cartwright, o diálogo para as curtas, foram gravados em um toca-fitas portátil em um estúdio improvisado, que consistiu na suíte, um engenheiro de vídeo, acima da arquibancada no set.

### Temas
Os Simpsons usam a configuração padrão de uma sitcom, centrada em uma família e sua vida em uma cidade americana típica. No entanto, devido à sua natureza de animação, a série Os Simpsons tem um escopo mais amplo do que o de uma sitcom normal. A cidade de Springfield age como um universo completo, no qual os personagens podem explorar os problemas enfrentados pela sociedade contemporânea. Por Homer ter um trabalho na usina nuclear, a série pode comentar sobre o meio ambiente. Através de Bart e Lisa na Escola Elementar de Springfield, os autores ilustram questões controversas no campo da educação. A cidade possui uma vasta gama de canais de televisão que vão de programação infantil a notícias locais, o que permite que os produtores façam piadas sobre si mesmos e sobre a indústria do entretenimento.
Alguns comentaristas dizem que a série é de natureza política e suscetível a um viés de esquerda-direita. Al Jean admitiu numa entrevista que "Nós [a série] somos de tendência liberal", sendo que liberal nos EUA equivale a progressista, ou seja, a esquerda norte-americana. Os autores frequentemente evidenciam uma valorização de ideais liberais, mas a série faz piadas com todo o espectro político. Retrata o governo e as grandes corporações como entidades insensíveis, que se aproveitam do trabalhador comum. Assim, os autores frequentemente mostram autoridades de maneira pouco lisonjeira. Em "Os Simpsons", os políticos são corruptos, os religiosos, como o Reverendo Lovejoy, são indiferentes aos fiéis e a polícia local é incompetente. Religião também figura como um tema recorrente. Em tempos de crise, a família muitas vezes se volta para Deus, e assim o desenho tem lidado com a maioria das grandes religiões.

### Personagens principais

A família Simpson

Os Simpsons são uma família composta do casal Homer e Marge e de seus três filhos Bart, Lisa e Maggie, formando assim o elenco principal. Eles vivem na cidade fictícia de Springfield, nos Estados Unidos.
Além dos personagens principais, que constituem a família, também existem outros como, o pai de Homer, Abraham Simpson, também conhecido como vovô; as irmãs de Marge Patty Bouvier e Selma Bouvier, e os animais de estimação da família, o cachorro Ajudante de Papai Noel e o gato Bola de Neve II.
Os cinco membros da família foram formados por projetos simples para que as suas emoções faciais poderiam ser facilmente alteradas com pouco esforço e para que eles pudessem ser reconhecidos na silhueta. Eles fizeram sua estreia em 19 de abril de 1987, em um curta animado exibido pelo The Tracey Ullman Show, intitulado como "Good Night". Em 1989, os curtas foram adaptados para uma série de meia hora na Fox Broadcasting Company. A família Simpson manteve os personagens principais neste novo show.

## Televisão

### The Simpsons
Desde sua estreia, em 17 de dezembro de 1989, o programa já exibiu 501 episódios, e já tem mais uma temporada à ser exibida. O filme do seriado foi lançado em 26 e 27 de julho de 2007 e arrecadou mais de meio bilhão de dólares em todo o mundo.
The Simpsons já ganhou inúmeros prêmios desde a sua estreia como uma série, incluindo 27 Prêmios Emmy, 27 prêmios Annie e um prêmio Peabody. A revista Time de 31 de dezembro de 1999 classificou The Simpsons como a melhor série do século XX, e 14 de janeiro de 2000 recebeu uma estrela na Calçada da Fama de Hollywood. The Simpsons é uma das séries de desenho animado dos Estados Unidos de maior duração e o programa de animação americana de mais tempo no ar. O "D'oh" (rosnado de aborrecimento de Homer), foi incluído no Oxford English Dictionary, enquanto a série influenciou vários sitcoms animados para adultos.

## Publicações
Existem dois tipos de materiais em papel em torno da série. Há livros, revistas, pôsteres, revistas em quadrinhos, calendários e afins com histórias dos personagens. Geralmente eles são publicados pelos criadores ou detentores dos direitos autorais da marca. Fazem parte deste universo livros como "The Simpsons: A Complete Guide to Our Favorite Family" ("Os Simpsons: Um guia completo da nossa família favorita", em português), lançado nos Estados Unidos em novembro de 1997, "Simpsons Postkartenbuch: Beste Grüße von den Simpsons", lançado na Alemanha em junho de 2007 e "I Simpson: La Guida Completa Alla Nostra Famiglia Preferita", lançado em 1999 na Itália.
Há ainda os livros que discutem temas como psicologia, filosofia, política, religião, relações sociais e o mundo contemporâneo a partir dos desenhos de Matt Groening. São exemplos dessa lista de livros como "The World According to the Simpsons - What Our Favorite TV Family Says About Life, Love, And the Pursuit of the Perfect Donut" ("O mundo segundo Os Simpsons - O que nossa favorita família da TV fala sobre a vida, amor, e a busca pela rosquinha perfeita", em português), de Steven Keslowitz, lançado nos Estados Unidos em abril de 2006, "Machiavelli Meets Mayor Quimby - Political Commentary in the First Season of The Simpsons" ("Maquiavel se reúne com o prefeito Quimby - Comentários políticos na primeira temporada de Os Simpsons", em português), de Natham Thoms, lançado nos Estados Unidos em janeiro de 2005 e "Planet Simpson - How a Cartoon Masterpiece Defined a Generation" ("Planeta Simpson - Como uma obra-prima em desenho definiu uma geração", em português), de Chris Turner, lançado nos Estados Unidos em novembro de 2004.
No Brasil: Em 2006 foi lançado o livro De Olho em Springfield - do autor Johan L. Lagger pela editora Panda Books. O livro possui 196 páginas com curiosidades sobre a série, além de um guia completo de episódios até a temporada 17. Foi o primeiro livro lançado por um fã brasileiro da série.

## Outras mídias

### Videogames
Produtoras de jogos eletrônicos adaptaram Springfield diversas vezes, a primeira sendo um fliperama lançado pela Konami em 1991. Mais de 20 jogos já foram lançados, com os mais recentes sendo paródias de jogos atuais: The Simpsons Wrestling parodia jogos de luta da WWE, The Simpsons Road Rage parodia Crazy Taxi, The Simpsons Skateboarding parodia Tony Hawk's Pro Skater e The Simpsons Hit and Run" parodia a série GTA. O mais novo, The Simpsons Game, lançado em 2007, parodia jogos como Katamari Damacy, Shadow of the Colossus e Everquest. Duas máquinas de pinball dos Simpsons também foram lançadas.

### The Simpsons Ride
Em 24 de abril de 2007 foi anunciada oficialmente a instalação de uma atração de simulação chamado The Simpsons Ride na Universal Studios Orlando e Universal Studios Hollywood. Foi inaugurado oficialmente em 15 de maio de 2008 na Flórida e 19 de maio daquele ano em Hollywood. Na atração, os usuários visitam um parque temático chamado Krustyland, voltado para o personagem Krusty. Como na série, Sideshow Bob escapou da prisão para se vingar de Krusty e da família Simpson.
Tem mais de 24 personagens recorrentes na série, e as vozes são interpretadas pelo elenco de costume, além de Pamela Hayden, Russi Taylor e Kelsey Grammer. Harry Shearer decidiu não participar, de forma que nenhum dos personagens que ele dubla regularmente na série têm partes vocais na atração.
James L. Brooks, Matt Groening e Al Jean trabalharam com a Universal Creative, a equipe criativa da Universal Studios, para ajudar a desenvolver a atração. A simulação dura seis minutos com telas IMAX que utilizam mais de 24 metros de projetores da Sony. Há 24 carros para um passeio, cada um com capacidade para oito pessoas, que podem viajar cerca de 2000 pessoas por hora. Para ocorrer a animação durante o passeio, são usadas imagens de computador, feitas pela Blur Studio e Reel FX ao invés da animação bidimensional, tradicional em The Simpsons. A atração da Flórida registrou um milhão de visitantes em 14 de julho de 2008.

### The Simpsons Movie

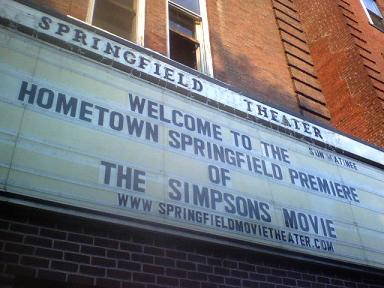
Cartaz do Filme, em Springfield (Vermont), que foi exibido a estreia de The Simpsons Movie.

20th Century Fox, Gracie Films & Film Roman produziram um filme de animação baseado em The Simpsons que estreou em 27 de julho de 2007. O filme foi dirigido por David Silverman e escrito por uma equipe de escritores composta por Matt Groening, James L. Brooks, Al Jean, George Meyer, Mike Reiss, John Swartzwelder, Jon Vitti, David Mirkin, Mike Scully, Matt Selman, e Ian Maxtone-Graham.
A série ainda estava em transmissão, mesmo que a equipe tinha anteriormente afirmado que apenas iria fazer um filme quando a série terminar. A primeira tentativa de trazer The Simpsons para o cinema foi com o enredo do episódio de Kamp Krusty, mas os escritores tiveram problemas na tentativa de fazer uma longa história no script para um filme.
Depois de ganhar um Fox e USA Today, a cidade de Springfield, Vermont, foi escolhida para a estreia mundial do filme. The Simpsons Movie bateu recorde de bilheteria, com um total de 74 milhões de dólares em sua primeira semana. Em 17 de dezembro de 2007 o filme tinha arrecadado em todo o mundo mais de 525.495.894 de dólares.

## Merchandising

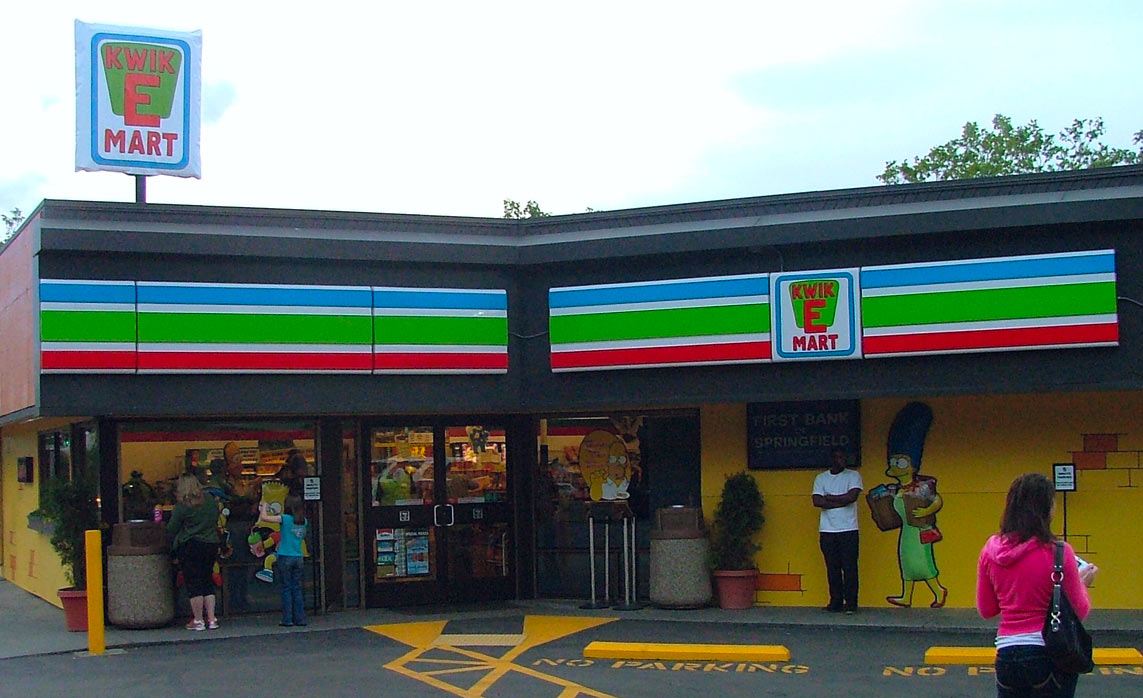
7-Eleven transformado em um Kwik-E-Mart.

Muitos produtos ligados à franquia Os Simpsons foram lançados, com a família estampando de camisetas a pôsteres. A família Simpson inspirou versões de jogos de tabuleiro como Banco Imobiliário, Detetive, Scrabble, e Jogo da Vida, assim como uma série de cartões da Wizards of the Coast.

### DVDs
Muitas temporadas da série foram lançados em VHS e DVD. Quando o da primeira temporada começou a ser vendido em 2001, rapidamente se tornou o DVD de um programa de televisão mais vendido da história, mas foi superado pela primeira temporada de The Chappelle's Show. Especificamente, as temporadas de 1 a 14 e a 20 (em sua edição especial) saíram em DVD nos Estados Unidos, Europa, Austrália, Nova Zelândia e América Latina, e é planejado lançar mais temporadas no futuro.